# Esteban Vallín
Esteban Vallín Pérez (Colunga, 24 de octubre de 1975) es un piloto de rallyes español.

## Trayectoria

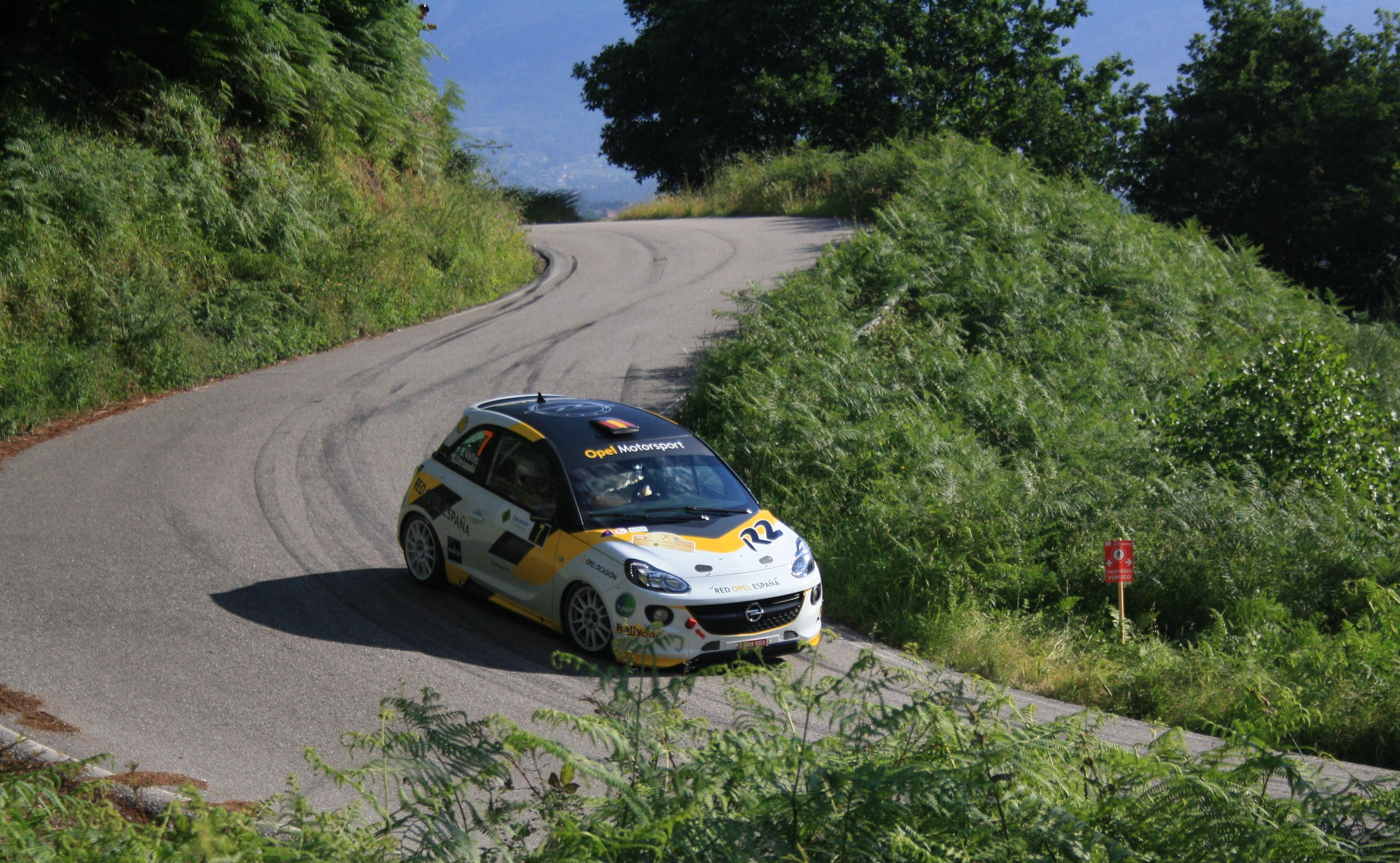
Esteban Vallín en el Rally Rías Baixas 2014

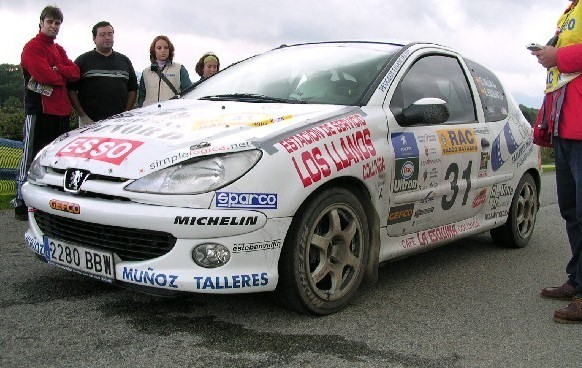
Esteban Vallín en el Rallye Vasco-Navarro 2003

En 1994 comienza a competir proclamándose ese año campeón de Asturias Copa Junior de Autocross. En 1998 es elegido en para formar parte del equipo Junior de Carlos Sainz.
En el 2014 logra ser líder del Campeonato de España de Rally tras el Rally Rías Baixas, perdiéndolo en la ronda siguiente en Ourense tras volcar el coche durante la prueba.
En 2022 participó en la Rally de Montecarlo, en el que finalizó en la posición 42 de 62.